# Words from the Front
Words from the Front – trzeci album Toma Verlaine’a wydany w 1982 przez wytwórnię Warner Bros. Materiał nagrano w „Blue Rock Studio” w Nowym Jorku.

## Lista utworów
1. „Present Arrived” (T. Verlaine) – 5:17
2. „Postcard from Waterloo” (T. Verlaine) – 3:32
3. „True Story” (T. Verlaine) – 5:25
4. „Clear It Away” (T. Verlaine) – 4:11
5. „Words from the Front” (T. Verlaine) – 6:42
6. „Coming Apart” (T. Verlaine) – 2:59
7. „Days on the Mountain” (T. Verlaine) – 8:55

## Skład
- Tom Verlaine – śpiew, gitara
- Jimmy Ripp – gitara
- Joe Vasta – gitara basowa
- Thommy Price – perkusja
- Fred Smith – gitara basowa (4)
- Jay Dee Daugherty – perkusja (4)
- Allan Schwartzberg – perkusja (7)
- Lene Lovich – saksofon (7), śpiew (2)

produkcja
- Michael Ewasko – inżynier dźwięku
- Dave Jerden – mix
- Eddy Schreyer – mastering
- Tom Verlaine – producent